# Nozomi Komuro

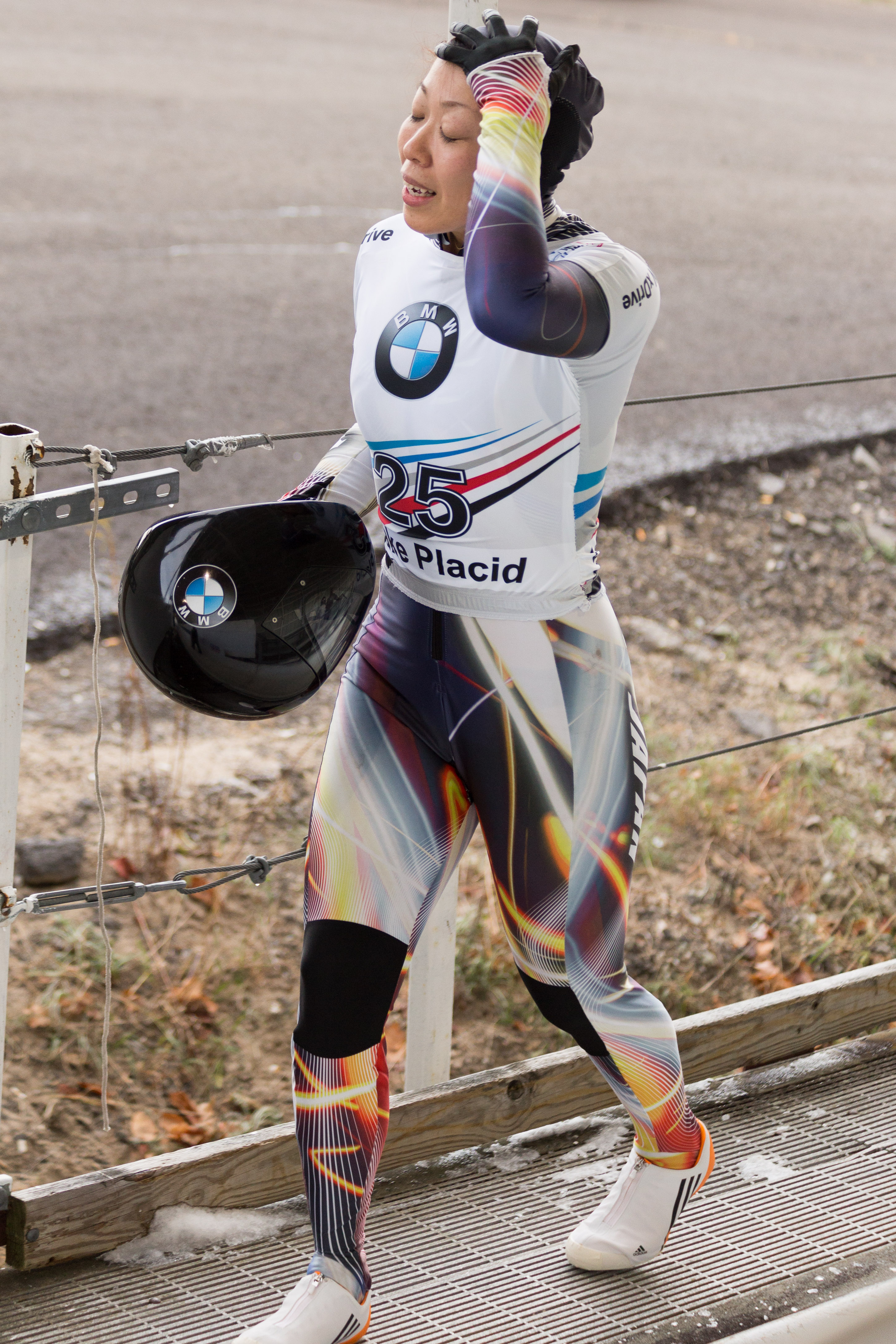
Nozomi Komuro, 2017

Nozomi Komuro (jap. 小室 希, Komuro Nozomi; * 29. Mai 1985 in der Präfektur Miyagi) ist eine japanische Skeletonpilotin.
Nozomi Komuro lebt in der Präfektur Miyagi und ist seit 2004 im Skeletonsport aktiv. Seit 2005 gehört sie zum japanischen Nationalkader. Trainiert wird sie von Masahiro Matsui. Ihr internationales Debüt feierte die Japanerin im November 2005 im Rahmen des America’s Cup. Seit Januar 2007 startet Komuro im Skeleton-Weltcup. Ihr erstes Rennen im Rahmen dieses Wettbewerbs bestritt sie auf ihrer Heimbahn in Nagano, wo sie Neunte wurde und damit gleichzeitig ihr bislang bestes Ergebnis im Weltcup erreichte. Bei der Skeleton-Weltmeisterschaft 2007 in St. Moritz belegte die Japanerin den 20. Rang und bei den nationalen Meisterschaften gewann sie den Titel.
2010 gehörte sie neben Shinsuke Tayama und Kazuhiro Koshi zur Skeleton- und Bobsport-Auswahl Japans bei den Olympischen Winterspielen 2010 in Vancouver mit Masaru Inada als Coach.